# پی‌اس ادیت (۱۸۷۰)
پی‌اس ادیت (۱۸۷۰) (به انگلیسی: PS Edith (1870)) یک کشتی با طول ۲۵۰٫۵ فوت (۷۶٫۴ متر) بود. این کشتی در سال ۱۸۷۰ ساخته شد.